# Of Kingdom and Crown
Of Kingdom and Crown (stilizzato ØF KINGDØM AND CRØWN) è il decimo album in studio del gruppo musicale statunitense Machine Head, pubblicato il 26 agosto 2022 dalla Nuclear Blast e dall Imperium Recordings.

## Descrizione
L'album è il primo del gruppo con il chitarrista Wacław Kiełtyka (cofondatore dei Decapitated), e il primo nel quale è accreditato il batterista Matt Alston, che non ha tuttavia preso parte alle registrazioni del disco; le parti di batteria sono state infatti registrate dal session man Navene Koperweis (ex membro di Animals as Leaders e Animosity).
Si tratta di un concept album narrante la storia, ambientata in un futuro distopico, di due personaggi chiamati Ares ed Eros, e del loro eventuale incontro: dopo aver scoperto l'assassinio della sua amata, Ares inizia una spietata ricerca dei colpevoli spinto da una furia omicida, mentre Eros, persa la madre a causa di un'overdose, cade in depressione e viene radicalizzato da un leader carismatico, che lo spinge a commettere diversi omicidi, tra i quali proprio quello dell'amata di Ares. Gran parte dei testi dell'album sono stati scritti da Robb Flynn e Jared MacEachern durante la pandemia di COVID-19; Flynn, in particolare, è stato profondamente influenzato dalla storia dell'anime L'attacco dei giganti, che seguiva con i suoi figli in quel periodo.

## Tracce
Testi e musiche di Robb Flynn. Ulteriori autori indicati nelle note.
1. Slaughter the Martyr – 10:25 (musica: Jared MacEachern)
2. Choke on the Ashes of Your Hate – 4:06 (testo e musica: Jared MacEachern)
3. Become the Firestorm – 4:59
4. Overdose – 0:58
5. My Hands Are Empty – 5:29 (testo: Jared MacEachern – musica: Jared MacEachern, Logan Mader)
6. Unhallowed – 6:29 (testo: Jared MacEachern – musica: Jared MacEachern, Wacław Kiełtyka)
7. Assimilate – 0:59
8. Kill Thy Enemies – 5:40 (musica: Jared MacEachern)
9. No Gods, No Masters – 4:18 (testo e musica: Jared MacEachern)
10. Bloodshot – 4:20 (testo: Jared MacEachern – musica: Jared MacEachern, Wacław Kiełtyka)
11. Rotten – 4:32
12. Terminus – 1:12
13. Arrows in Words from the Sky – 5:55 (testo: Jared MacEachern)

Tracce bonus nelle versioni boxset e digipack
1. Exteroception (Instrumental) – 4:45
2. Arrows in Words from the Sky (Acoustic) – 5:53 (testo: Jared MacEachern)

## Formazione
Machine Head
- Robb Flynn – voce, chitarra, produzione
- Wacław Kiełtyka – chitarra
- Jared MacEachern – basso, cori
- Matt Alston – batteria (solo accreditato)

Altro personale
- Zack Ohren – produzione, ingegneria del suono
- Colin Richardson – missaggio
- Chris Clancy – missaggio, ingegneria del suono
- Ted Jensen – mastering
- Navene Koperweis – batteria

## Classifiche
| Classifica (2022) | Posizione massima |
| ----------------- | ----------------- |
| Australia         | 27                |
| Giappone          | 64                |
| Regno Unito       | 27                |